# Angelo Weiss
Angelo Weiss (ur. 9 lutego 1969 w Trydencie) – włoski narciarz alpejski. Zajął 8. miejsce w slalomie na igrzyskach w Lillehammer w 1994 r. Startował w slalomie na mistrzostwach świata w Vail w 1999 r., ale nie ukończył zawodów. Najlepsze wyniki w Pucharze Świata osiągnął w sezonie 1999/2000, kiedy to zajął 35. miejsce w klasyfikacji generalnej.

## Sukcesy

### Puchar Świata

#### Miejsca w klasyfikacji generalnej
- 1991/1992 – 123.
- 1992/1993 – 134.
- 1993/1994 – 72.
- 1994/1995 – 116.
- 1995/1996 – 104.
- 1997/1998 – 103.
- 1998/1999 – 58.
- 1999/2000 – 35.
- 2001/2002 – 97.

#### Miejsca na podium
1. Chamonix – 9 stycznia 2000 (slalom) – 1. miejsce